# The Circus Cowboy
The Circus Cowboy è un film muto del 1924 diretto da William A. Wellman. È ritenuto un film perduto.

## Trama
Dopo essere stato via due anni, Buck Saxon torna a casa ma trova che Norma, la sua fidanzata - benché dica di essere ancora innamorata di lui - ha sposato Ezra Bagley, l'uomo più ricco del posto. Buck, ingiustamente accusato di tentato omicidio nei confronti di Bagley, fugge, unendosi a un circo. Lì, conosce Bird, un'acrobata di cui si innamora. Dopo essere riuscito a dimostrare la propria innocenza, Buck sposa la ragazza.

## Produzione
Il film fu prodotto dalla Fox Film Corporation.

## Distribuzione
Il copyright del film, richiesto dalla Fox Film Corp., fu registrato il 6 maggio 1924 con il numero LP20161.
Distribuito dalla Fox Film Corporation e presentato da William Fox, il film uscì nelle sale cinematografiche USA l'11 maggio 1924.
Non si conoscono copie ancora esistenti della pellicola che viene considerata presumibilmente perduta.